# Mississippi zászlaja
Mississippi zászlaja középpontjában egy fehér liliomfa virág látható, amely körül 21 csillag és az Istenben Bízunk szöveg látható. Ez egy kék háttéren helyezkedik el, amelyet két arany csík választ el a széleken látható vörös vonalaktól. A legfelső csillag öt gyémántalakból áll össze. 2021. január 11. óta használják a zászlót, amely a régi, a Konföderáció hadizászlaja alapján elkészített lobogó helyét vette át. A régi zászlót 2020. június 30-án vonultatták vissza George Floyd halálát követően. Átmenetileg a kétszáz évfordulós zászlót használták az új adoptálásáig.
Korábban a zászlón a nemzeti színek jelentek meg. A megnagyobbított felsőszögben a Konföderáció hadizászlaja volt látható. A zászló pontos specifikációja 1996. szeptember 6-án készült el. 2001-ben népszavazást indítványoztak arról, hogy új zászlaja legyen Mississippinek, azonban az emberek 64%-a (488 630) ember a régi zászló megtartása mellett szavazott, azonban 36% (267 812) az új zászló mellett állt ki.

## Korábbi zászlók
- Az állam átmeneti zászlója 1861-ben, mikor elvált az uniótól
- 1861–1865
- 1894–1996
- 1996–2001
- 2001–2020
- A kétszáz évfordulós zászló

## Tervezett zászlók
- A 2001-es terv
- A 2014-es terv
- A Nagy Folyó zászlóterv